# العمقية
العمقية بلدية في منطقة السقيلبية التابعة لمحافظة حماة.تقع في الجهة الشمالية الغربية لمحافظة حماة على طريق عام حماة - السقيلبية - جسر الشغور، وتبعد عن مدينة حماة 80 كم وعن السقيلبية 28 كم شمالاً. تقع على اطلالة جميله تطل على منطقة الغاب من الجهة الشرقية المحاذية لمحافظة إدلب ويوجد فيها نبع، كما يوجد تل أثري قديم يطلق عليه تل العمقية. توجد في القرية أربع مدارس اثنتان تعليم أساسي حلقة أولى ومدرسة تعليم أساسي حلقة ثانية ومدرسة ثانوية ويوجد في القرية وحدة إرشادية زراعية ومركز ري ومركز لاستلام الدخان. ويوجد مسجدان، في كل حارة مسجد.